# رثمة القيقب
رَثْمَة القَيْقَب هو فطر من جنس رثمة في الفصيلة الرثمية وهو أحد مسببات الأمراض النباتية التي تصيب القيقب في أواخر الصيف والخريف مسببة بقعة القطران. لا يكون لبقع القطران عادة تأثير سلبي على صحة الأشجار على المدى الطويل.  رثمة القيقب فطر زقي يصيب محليًا أوراق الأشجار وهو تكافلي التغذية.